# Trofeo Moschini 1939
Il Trofeo Moschini 1939, undicesima edizione della corsa, si svolse il 1º ottobre 1939 su un percorso di 192 km con partenza e arrivo a Mantova. Fu vinto dall'italiano Adolfo Leoni, che completò la prova in 4h42'50" precedendo in volata i connazionali Aldo Bini e Osvaldo Bailo. Conclusero la prova, riservata a professionisti e indipendenti, 44 dei 52 ciclisti al via.

## Percorso
La prova, organizzata da La Mantova Sportiva e valida per il Trofeo dell'Impero, si svolse sul Circuito di Belfiore, lungo 12,8 km, sostanzialmente pianeggiante, da percorrere quindici volte per totalizzare la distanza di 192 km.

## Ordine d'arrivo (Top 10)
| Pos. | Corridore       | Squadra       | Tempo    |
| ---- | --------------- | ------------- | -------- |
| 1    | Adolfo Leoni    | Bianchi       | 4h42'50" |
| 2    | Aldo Bini       | Bianchi       | s.t.     |
| 3    | Osvaldo Bailo   | Bianchi       | s.t.     |
| 4    | Pietro Rimoldi  | Olympia       | s.t.     |
| 5    | Pierino Favalli | Legnano       | s.t.     |
| 6    | Gino Bartali    | Legnano       | s.t.     |
| 7    | Giovanni Bisio  | Dopolav. Novi | s.t.     |
| 8    | Fabio Battesini | -             | s.t.     |
| 9    | Glauco Servadei | Ganna         | s.t.     |
| 10   | Bernardo Rogora | Gloria        | s.t.     |